# Bergvennen & Brecklenkampse Veld
Bergvennen & Brecklenkampse Veld in de overijsselse gemeente Dinkelland is nummer 46 op de Nederlandse lijst van Natura 2000-gebieden. Het gebied ligt nabij het dorp Breklenkamp. De landschapclassificatie is hogere zandgronden. De aanwijzing geschiedde in 2013 en omvat een oppervlakte van 133 ha.
Het gebied bestaat uit drie delen en omvat vennen, vochtige heiden en heischrale graslanden met jeneverbesstruwelen.
- De Bergvennen is een heidegebied op dekzandruggen met daarin een aantal grote zwakgebufferde vennen. De hydrologie van deze vennen wordt op kunstmatige wijze op orde gehouden: in de winter wordt grondwater opgepompt om de benodigde buffering te kunnen leveren. Langs de vennen liggen smalle gordels met overgangen van natte naar droge heide. Langs een van de vennen groeit gagelstruweel.
- Het Brecklenkampse Veld ligt direct ten noorden van de Bergvennen en betreft een geaccidenteerd landschap met dekzandruggen met rijke gradiënten van heide naar schraallanden en laagten waarin oeverkruidvegetatie optreedt. Ook komen hier vochtige eiken-berkenbossen voor. Er zijn met succes herstelmaatregelen uitgevoerd.
- Op de flanken van de dekzandruggen ligt heischraalgrasland en blauwgrasland. Deze zone wordt gevoed door basenrijke kwel en wordt niet of kortstondig geïnundeerd.

Het Natura 2000-gebied ligt aan de grens met Duitsland waar het aansluit op een bosgebied.